# 圣詹姆斯 (伦敦)
圣詹姆斯（英語：St  James's）是伦敦市中心威斯敏斯特市的一个区域，北到皮卡迪利街，西到格林公园（Green Park），南到林荫路（The Mall）和圣詹姆斯公园（St. James's Park），东到干草市场。

## 历史
圣詹姆斯曾经是格林公园和圣詹姆斯公园等皇家园林的一部分。在1660年代，查理二世将这一地区的开发权给予第一代圣奥尔本斯伯爵亨利·哲麦（Henry Jermyn, 1st Earl of St Albans），他将该区发展成贵族居住区，拥有以圣詹姆斯广场为中心的方格街道网。
直到第二次世界大战以前，圣詹姆斯是伦敦最高级的住宅区之一，著名宅邸包括聖詹姆士宮（St James's Palace）、克拉伦斯宫（Clarence House）、马尔堡府（Marlborough House）、兰开斯特府（Lancaster House）、斯賓塞宮（Spencer House）、绍姆贝格府邸（Schomberg House）和和橋水宮（Bridgewater House）。现在该区是伦敦主要的商业区，租金居于伦敦和世界上租金最高水平之列。英国石油和力拓集团的全球总部都设在圣詹姆斯。佳士得拍卖行位于国王街，周围的街道亦开设有许多高档艺术品和古董商店。
圣詹姆斯拥有许多知名的绅士俱乐部，有时被称为“俱乐部地”（Clubland）。这里的俱乐部都是英国上流社会的机构。各种各样的群体聚集在这里，如：王室，军官，汽车玩家等等。 1990年，英国保守党党员传统聚会地点卡尔顿俱乐部（Carlton Club）遭到爱尔兰共和军炸弹袭击。

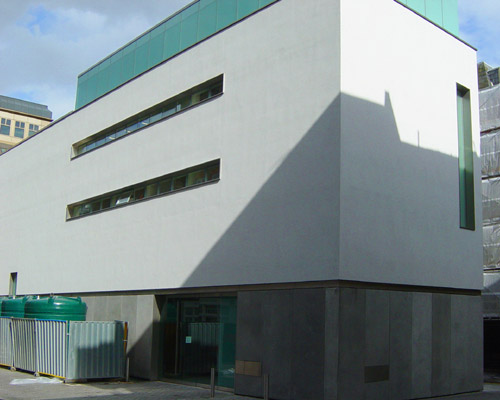
白立方画廊

该地区拥有相当数量的艺术画廊，包括各种口味。白立方画廊在梅森庭院。

## 著名街道
- 圣詹姆斯广场，保留了很多原有的房屋，但主要作为办公室使用。伦敦图书馆位于这里。
- 哲麦街（Jermyn Street），高档零售街，以衬衫著称。
- 蓓尔美尔（Pall Mall），拥有许多绅士俱乐部。
- 干草市场（The Haymarket），曾经以卖淫中心著称，现在已经没有一丝痕迹。拥有两座伦敦最古老的剧院：干草剧院（Haymarket Theatre）和陛下剧院（Her Majesty's Theatre）。
- 卡尔顿府邸阳台，属于约翰·纳什设计的房子，俯瞰圣詹姆斯公园
- 圣詹姆斯街（St James's Street），从皮卡迪利街到圣詹姆斯宫。

## 经济
英国石油的总部设在圣詹姆斯。